# Banca depositaria
Una banca depositaria, in Italia, è una banca che fornisce il servizio di custodia e controllo alle società di gestione del risparmio (SGR).

## Funzione
La banca depositaria è la banca in cui una SGR deposita tutte le somme di denaro e i titoli posseduti del fondo comune di investimento che amministra, inoltre la banca depositaria ha il compito di vigilare sulla legittimità e regolarità dell'operato della SGR in materia di: acquisto-vendita di titoli; acquisto-rimborso delle quote dei fondi; calcolo del valore delle quote dei fondi.

## Requisiti
L'importanza delle funzioni di cui sono responsabili le banche depositarie hanno portato la Banca d'Italia, il 20 settembre 1999 ad emettere un testo, contenente alcuni specifici requisiti necessari a poter svolgere questa attività:
- la banca depositaria deve essere di nazionalità italiana o avere sede statutaria in un altro Stato membro dell'Unione Europea avente una succursale in Italia;
- l'ammontare del patrimonio di vigilanza non deve essere inferiore a 100 milioni di euro;
- la banca deve aver maturato un'adeguata esperienza all'incarico da assumere;
- l'assetto organizzativo deve essere idoneo a garantire l'efficiente e corretto adempimento dei compiti ad essa affidati.

## Revoca
L'incarico è conferito a tempo indeterminato e può essere revocato dalla SGR in qualsiasi momento. La rinunzia da parte della Banca Depositaria deve essere invece comunicata con un termine di preavviso non inferiore a 6 mesi. L'efficacia della revoca o della rinunzia è sospesa fino a che:
- un'altra banca in possesso dei requisiti accetti l'incarico di Banca Depositaria in sostituzione della precedente;
- la conseguente modifica del regolamento sia approvata dalla SGR nonché dall'organo di vigilanza;
- i titoli inclusi nel fondo e le disponibilità liquide di questo siano trasferiti e accreditati presso la nuova banca.